# Postkoets

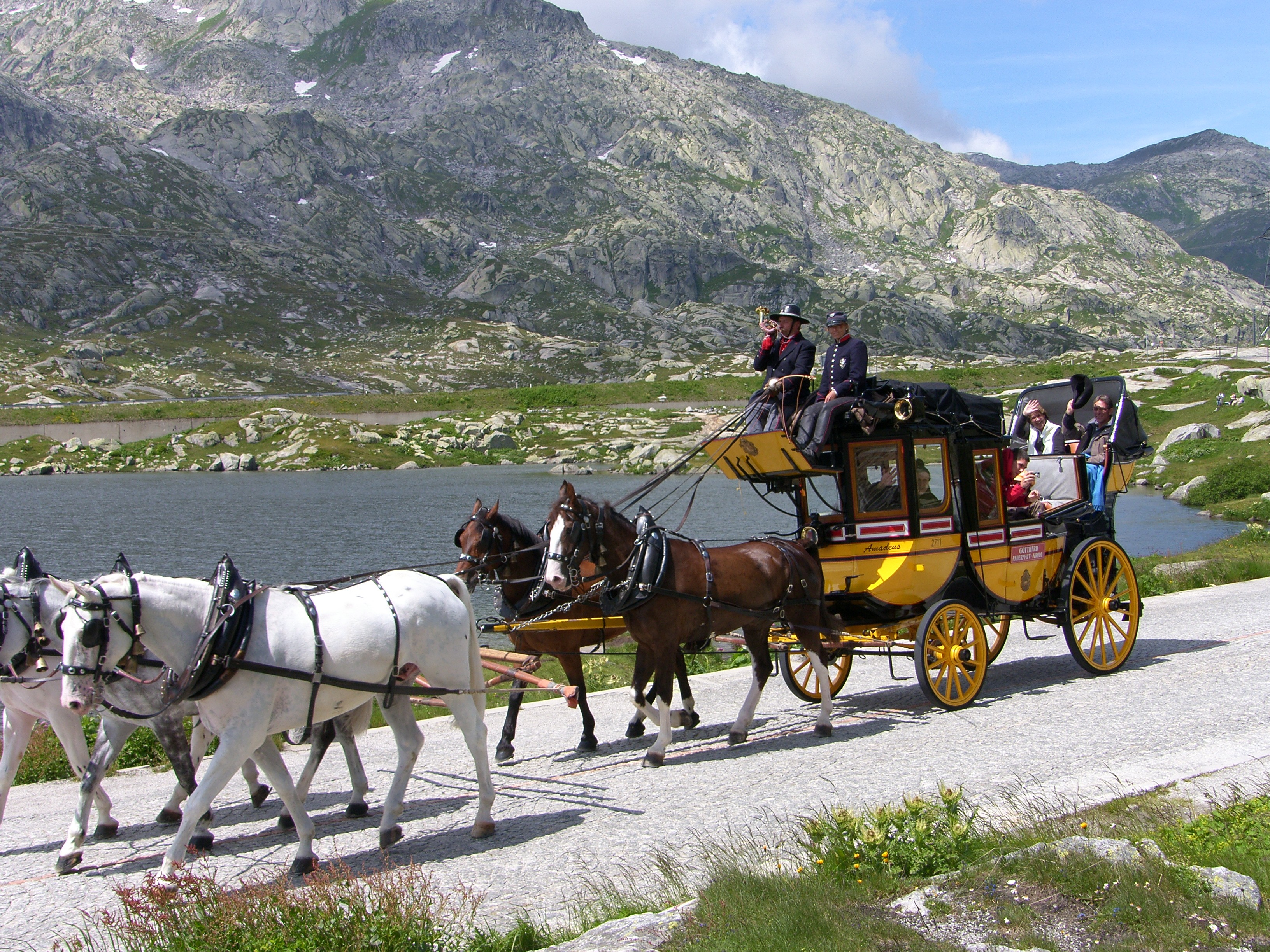
Postkoets op de Gotthardpas

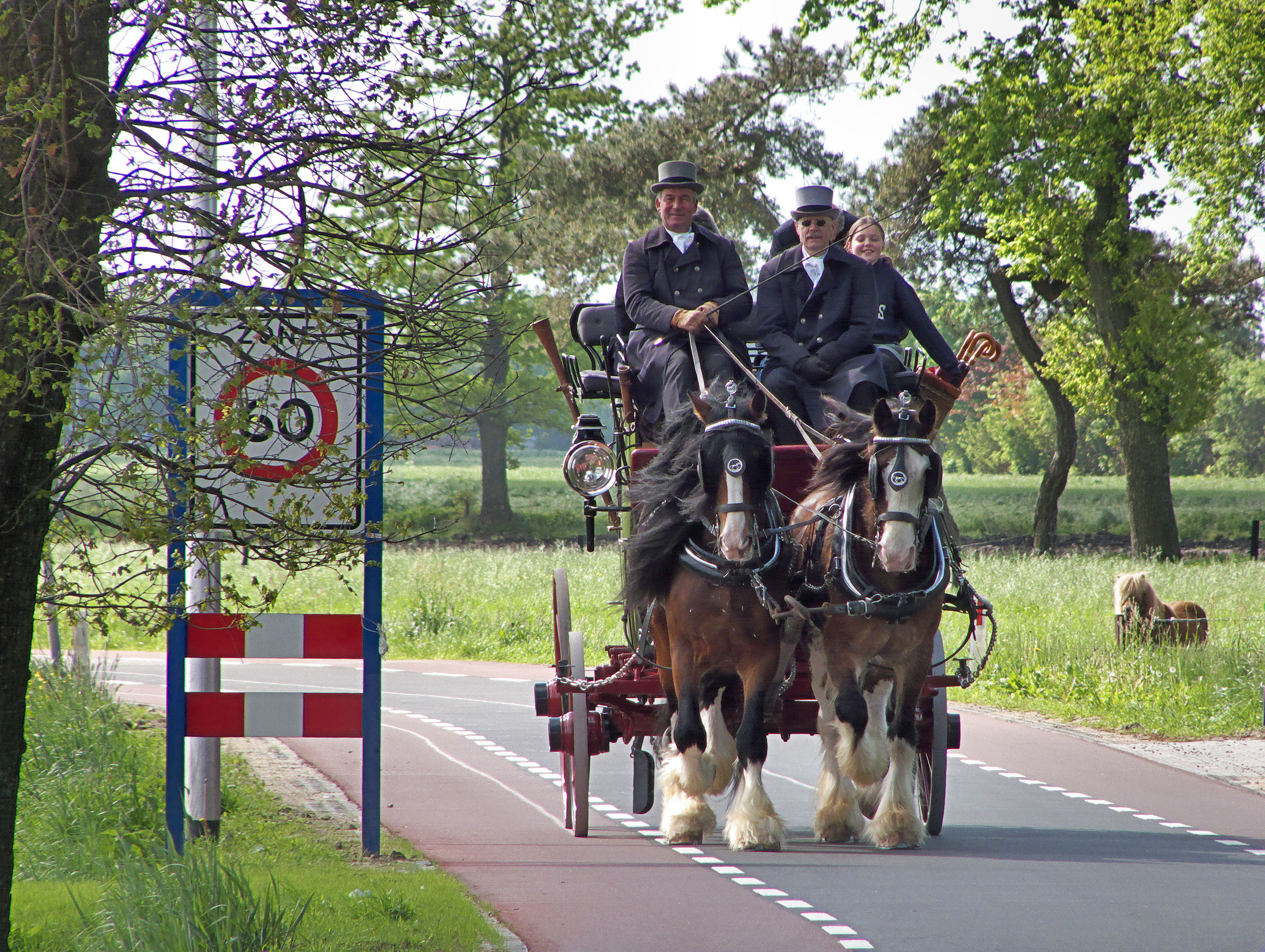
Postkoets op de Postweg in Lunteren

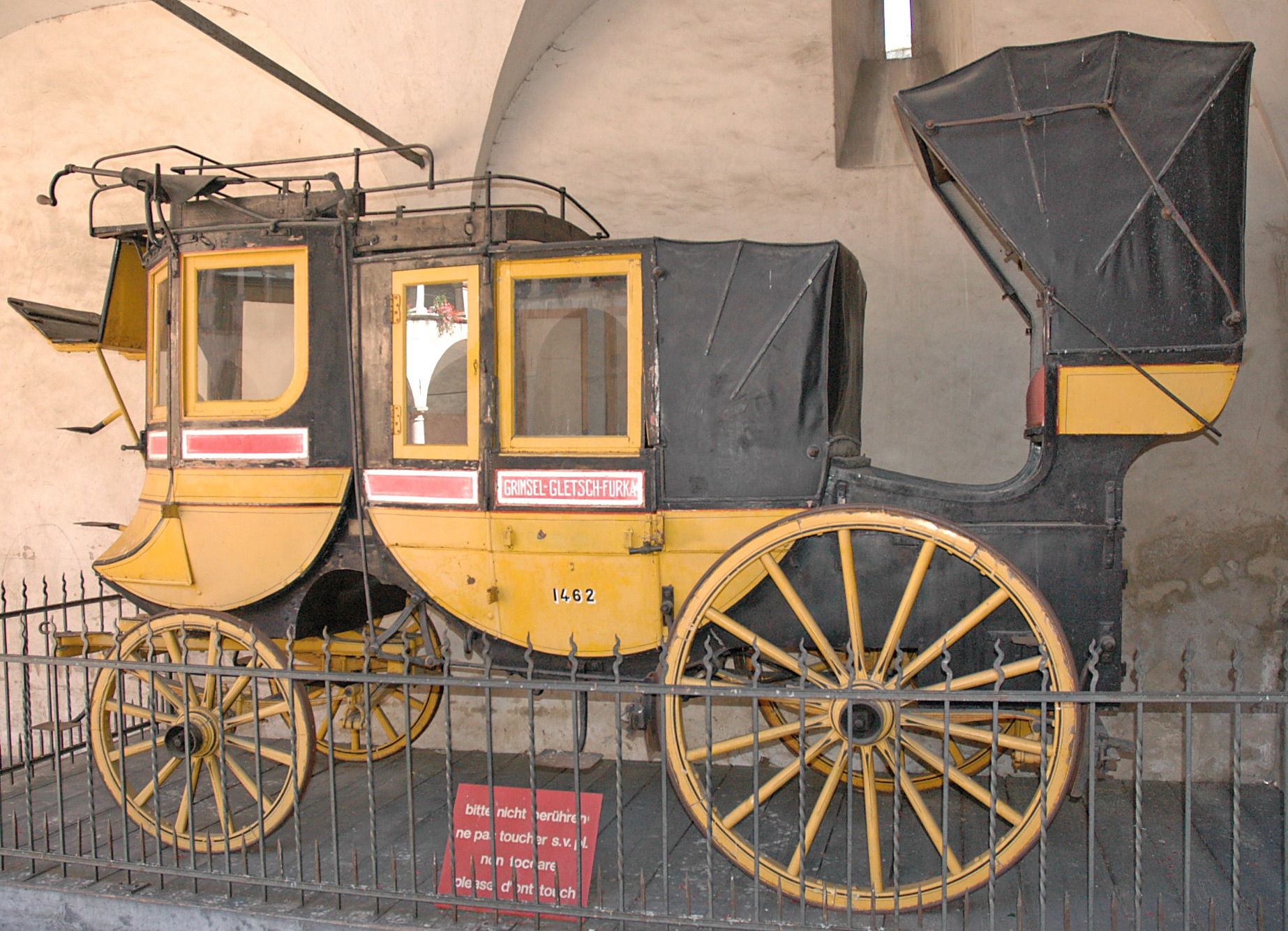
Postkoets uit Zwitserland

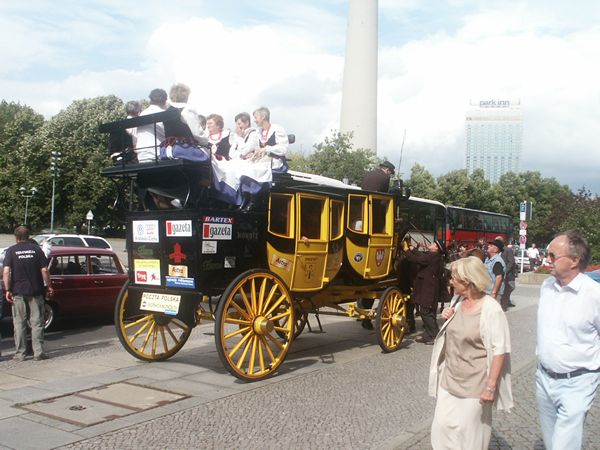
Postkoets in Berlijn

Een postkoets of diligence is een door paarden voortgetrokken rijtuig (koets) voor vervoer van post en reizigers. Postkoetsen reden tussen posthaltes, plaatsen waar de paarden, bemanning en reizigers konden eten, drinken en rusten en waar reizigers konden uit- of instappen, waar lading en paarden gewisseld konden worden.

## Achtergrond
De grondslag voor het veel latere systeem van postkoetsen is in Europa ontstaan toen de Romeinen een systeem voor snel berichtenverkeer op poten gingen zetten; daarbij creëerden zij een netwerk van 'snelle' wegverbindingen, de cursus publicus. Sinds 1489 verzorgde de adellijke familie Von Thurn und Taxis in opdracht van de keizer Maximiliaan I een netwerk van koeriersdiensten dat een groot deel van Europa bestreek. Voor de komst van de spoorwegen bestond in Europa en de Verenigde Staten een uitgebreid netwerk van postwegen, die bereden werden met postkoetsdiensten. 
De koetsier van een postkoets die niet op de bok maar op een paard zat werd postiljon genoemd, naar het Franse postillon. 
De postkoets werd in de 19e eeuw verdrongen door de spoorwegen, omdat treinen voor post veel sneller en voor de reizigers veel comfortabeler zijn.  De eerste spoorrijtuigen voor reizigersvervoer waren koetscarrosserieën gemonteerd op een treinonderstel. Dat was vertrouwd en bekend voor reizigers. Er waren in de begintijd van de spoorwegen postkoetsen die van een wegonderstel met een kraan op een spooronderstel gezet werden en terug, zoals bij de spoorlijn Saint-Étienne - Andrézieux. 
In diverse landen zijn als een laatste overblijfsel uit de tijd van de postkoetsen de postbedrijven nog steeds actief in het openbaar vervoer. Met name in Zwitserland bestaan nog veel postbussen, die personenvervoer combineren met het vervoer van poststukken.

## In Nederland
De korte  periode van Franse overheersing in Nederland heeft relatief grote invloed gehad op het land. Bij Koninklijk Besluit van 28 september 1809 besloot Lodewijk Napoleon een postkoetsennetwerk naar Frans model in te richten. Dit systeem bleef ook na 1813 bestaan. 
In ongeveer 70 plaatsen werden poststations ingericht, waar materieel werd overgeladen, paarden en materieel werden gewisseld. 
De postkoetsdiensten werden in de 18e en 19e eeuw uitgevoerd door de firma Van Gend & Loos. Ook in de 20e eeuw bleef deze firma gespecialiseerd in het vervoer van pakjes en pakketten totdat zij in 2003 opging in DHL. Ook waren er vele lokale en regionale diligenceondernemingen, zoals de postkoets- of diligencedienst Tot Nut en Regel van de firma Van Waalwijk, Kerssen & Maltha c.s. die de verbinding tussen Rotterdam, Delfshaven en Schiedam en ook enige jaren verder naar het westen naar Vlaardingen, Maassluis en dan over het water naar Hellevoetsluis v.v. onderhield.
Openbaar vervoer van personen in steden vond in de 19e eeuw plaats met de omnibus.